# Campeonato Pan-Americano de Ginástica Rítmica de 2016
O Campeonato Pan-Americano de Ginástica Rítmica de 2016 foi realizado em Mérida, Yucatán, México, de 4 a 9 de novembro de 2016. A competição foi organizada pela Federação Mexicana de Ginástica, e aprovada pela Federação Internacional de Ginástica.

## Medalhistas

### Sênior
| Evento                  | Ouro                                                                                            | Prata | Bronze                                                                                         |
| ----------------------- | ----------------------------------------------------------------------------------------------- | --- | ---------------------------------------------------------------------------------------------- |
| Equipes                 | México · Karla Diaz · Cindy Gallegos · Marina Malpica                                           | Brasil · Natália Gaudio · Bárbara Domingos · Carolina Garcia                                                   | Canadá · Megan Hamilton · Athena Tsaltas · Erika Bernard                                       |
| Individual geral        | Natália Gaudio (BRA)                                                                            | Karla Diaz (MEX)                                                                                               | Marina Malpica (MEX)                                                                           |
| Arco                    | Natália Gaudio (BRA)                                                                            | Karla Diaz (MEX)                                                                                               | Bárbara Domingos (BRA)                                                                         |
| Bola                    | Karla Diaz (MEX)                                                                                | Natália Gaudio (BRA)                                                                                           | Marina Malpica (MEX)                                                                           |
| Maças                   | Natália Gaudio (BRA)                                                                            | Marina Malpica (MEX)                                                                                           | Karla Diaz (MEX)                                                                               |
| Fita                    | Natália Gaudio (BRA)                                                                            | Bárbara Domingos (BRA) Karla Diaz (MEX)                                                                        | —                                                                                              |
| Group geral             | México · Diana Casillas · Edna Garcia · Guadalupe Resendiz · Pamela Reynolds · Karen Villanueva | Brasil · Drielly Daltoe · Carolina Garcia · Natália Gaudio · Simone Luiz · Fernanda Ribeiro · Jéssica Silveira | Chile · Catalina Araya · Catalina Zapata · Gabriela Vallejos · María Ignacia León · Maite Arce |
| Grupo 5 fitas           | México · Diana Casillas · Edna Garcia · Guadalupe Resendiz · Pamela Reynolds · Karen Villanueva | Brasil · Drielly Daltoe · Carolina Garcia · Natália Gaudio · Simone Luiz · Fernanda Ribeiro · Jéssica Silveira | Chile · Catalina Araya · Catalina Zapata · Gabriela Vallejos · María Ignacia León · Maite Arce |
| Grupo 6 maças + 2 arcos | México · Diana Casillas · Edna Garcia · Guadalupe Resendiz · Pamela Reynolds · Karen Villanueva | Brasil · Drielly Daltoe · Carolina Garcia · Natália Gaudio · Simone Luiz · Fernanda Ribeiro · Jéssica Silveira | Chile · Catalina Araya · Catalina Zapata · Gabriela Vallejos · María Ignacia León · Maite Arce |

### Juvenil
| Evento           | Ouro                                                        | Prata                                                       | Bronze                                                          |
| ---------------- | ----------------------------------------------------------- | ----------------------------------------------------------- | --------------------------------------------------------------- |
| Equipes          | Brasil · Heloisa Bornal · Mariany Miyamoto · Vitoria Guerra | México · Ledia Juarez · Andrea Garza · Ana Patricia de Luna | Canadá · Alexandra Chtrevenskii · Natalie Garcia · Sophie Crane |
| Individual geral | Heloisa Bornal (BRA)                                        | Mariany Miyamoto (BRA)                                      | Ledia Juarez (MEX)                                              |
| Corda            | Heloisa Bornal (BRA)                                        | Ledia Juarez (MEX)                                          | Andrea Garza (MEX)                                              |
| Arco             | Vitoria Guerra (BRA)                                        | Alexandra Chtrevenskii (CAN)                                | Ana Aponte (PUR)                                                |
| Bola             | Heloisa Bornal (BRA)                                        | Ledia Juarez (MEX)                                          | Natalie Garcia (CAN)                                            |
| Maças            | Ledia Juarez (MEX)                                          | Heloisa Bornal (BRA)                                        | Mariany Miyamoto (BRA) Ana Aponte (PUR)                         |
| Grupo geral      | México                                                      | Canadá                                                      | Chile                                                           |
| Grupo 5 bolas    | México                                                      | Canadá                                                      | Chile                                                           |
| Grupo 5 fitas    | México                                                      | Canadá                                                      | Chile                                                           |

## Quadro de medalhas
*   país anfitrião (México)
| Pos.               | País               | Ouro | Prata | Bronze | Total |
| ------------------ | ------------------ | ---- | ----- | ------ | ----- |
| 1                  | Brasil             | 9    | 8     | 2      | 19    |
| 2                  | México             | 9    | 7     | 5      | 21    |
| 3                  | Canadá             | 0    | 4     | 3      | 7     |
| 4                  | Chile              | 0    | 0     | 6      | 6     |
| 5                  | Porto Rico         | 0    | 0     | 2      | 2     |
| Total (5 entradas) | Total (5 entradas) | 18   | 19    | 18     | 55    |

  *   país anfitrião (México)
| Pos.               | País               | Ouro | Prata | Bronze | Total |
| ------------------ | ------------------ | ---- | ----- | ------ | ----- |
| 1                  | México             | 5    | 4     | 3      | 12    |
| 2                  | Brasil             | 4    | 6     | 1      | 11    |
| 3                  | Chile              | 0    | 0     | 3      | 3     |
| 4                  | Canadá             | 0    | 0     | 1      | 1     |
| Total (4 entradas) | Total (4 entradas) | 9    | 10    | 8      | 27    |

  *   país anfitrião (México)
| Pos.               | País               | Ouro | Prata | Bronze | Total |
| ------------------ | ------------------ | ---- | ----- | ------ | ----- |
| 1                  | Brasil             | 5    | 2     | 1      | 8     |
| 2                  | México             | 4    | 3     | 2      | 9     |
| 3                  | Canadá             | 0    | 4     | 2      | 6     |
| 4                  | Chile              | 0    | 0     | 3      | 3     |
| 5                  | Porto Rico         | 0    | 0     | 2      | 2     |
| Total (5 entradas) | Total (5 entradas) | 9    | 9     | 10     | 28    |